# منتخب كرواتيا لكرة السلة للسيدات
منتخب كرواتيا الوطني لكرة السلة للسيدات (بالكرواتية: Hrvatska ženska košarkaška reprezentacija) هو ممثل كرواتيا الرسمي في المنافسات الدولية في كرة السلة للسيدات.